# Sciurotamiini
Sciurotamiini – monotypowe plemię ssaków z podrodziny afrowiórek (Xerinae) w obrębie rodziny wiewiórkowatych (Sciuridae).

## Zasięg występowania
Plemię obejmuje gatunki występujący endemicznie w Chińskiej Republice Ludowej.

## Morfologia
Długość ciała (bez ogona) 204–224 mm, długość ogona 140,7–160 mm; masa ciała około 260 g.

## Systematyka
Plemię wyodrębniła w 2013 roku słoweńsko-czeska para zoologów – Słoweniec Boris Kryštufek i Czech Vladimir Vohralík – w artykule zatytułowanym Rewizja taksonomiczna gryzoni palearktycznych (Rodentia). Część 2. Sciuridae: Urocitellus, Marmota i Sciurotamias, opublikowanym w czasopiśmie „Lynx”. Rodzaj zdefiniował w 1901 roku amerykański botanik i zoolog Gerrit Smith Miller w artykule zatytułowanym Podrodzaj Rhinosciurus z Trouessart, opublikowanym w czasopiśmie „Proceedings of the Biological Society of Washington”. Gatunkiem typowym jest (oryginalne oznaczenie) skałczak szczelinowy (S. davidianus). 

### Etymologia
- Sciurotamias: zbitka wyrazowa nazw rodzajów: Sciurus Linnaeus, 1758 (wiewiórka) oraz Tamias Illiger, 1811 (pręgowiec)[9].
- Rupestes: łac. rupes, rupis ‘skała’[10]; przyrostek -tes ‘mający związek z’[11]. Gatunek typowy (oznaczenie monotypowe): Rupestes forresti O. Thomas, 1922.

### Podział systematyczny
Do plemienia należy jeden rodzaj wraz z następującymi występującymi współcześnie gatunkami zgrupowanymi w dwóch podrodzajach:
| Podrodzaj    | Grafika | Gatunek                 | Autor i rok opisu        | Nazwa zwyczajowa     | Podgatunki         | Rozmieszczenie geograficzne                                                                                  | Podstawowe wymiary                              | Status IUCN |
| ------------ | ------- | ----------------------- | ------------------------ | -------------------- | ------------------ | --- | ----------------------------------------------- | ----------- |
| Sciurotamias |         | Sciurotamias davidianus | (A. Milne-Edwards, 1867) | skałczak szczelinowy | 3 podgatunki       | szeroko rozpowszechniony w siedliskach skalistych                                                            | DC: 20–21 cm DO: 14,1–14,3 cm MC: około 260 g   | LC          |
| Rupestes     |         | Sciurotamias forresti   | (O. Thomas, 1922)        | skałczak urwiskowy   | gatunek monotypowy | południowy Syczuan i Junnan; być może północna Mjanma, Laos i Wietnam; zakres wysokości: około 3000 m n.p.m. | DC: około 22 cm DO: około 16 cm MC: brak danych | LC          |

Opisano również gatunki wymarłe:
- Sciurotamias pusillus (Qiu Zhuding, Zheng Shaohua & Zhang Zhaoqun, 2008)[14] (Chińska Republika Ludowa; miocen)
- Sciurotamias teilhardi Zheng Shaohua, 1993[15] (Chińska Republika Ludowa; kenozoik)
- Sciurotamias wangi Qiu Zhuding, 2002[16] (Chińska Republika Ludowa; miocen).